# Fiskeark

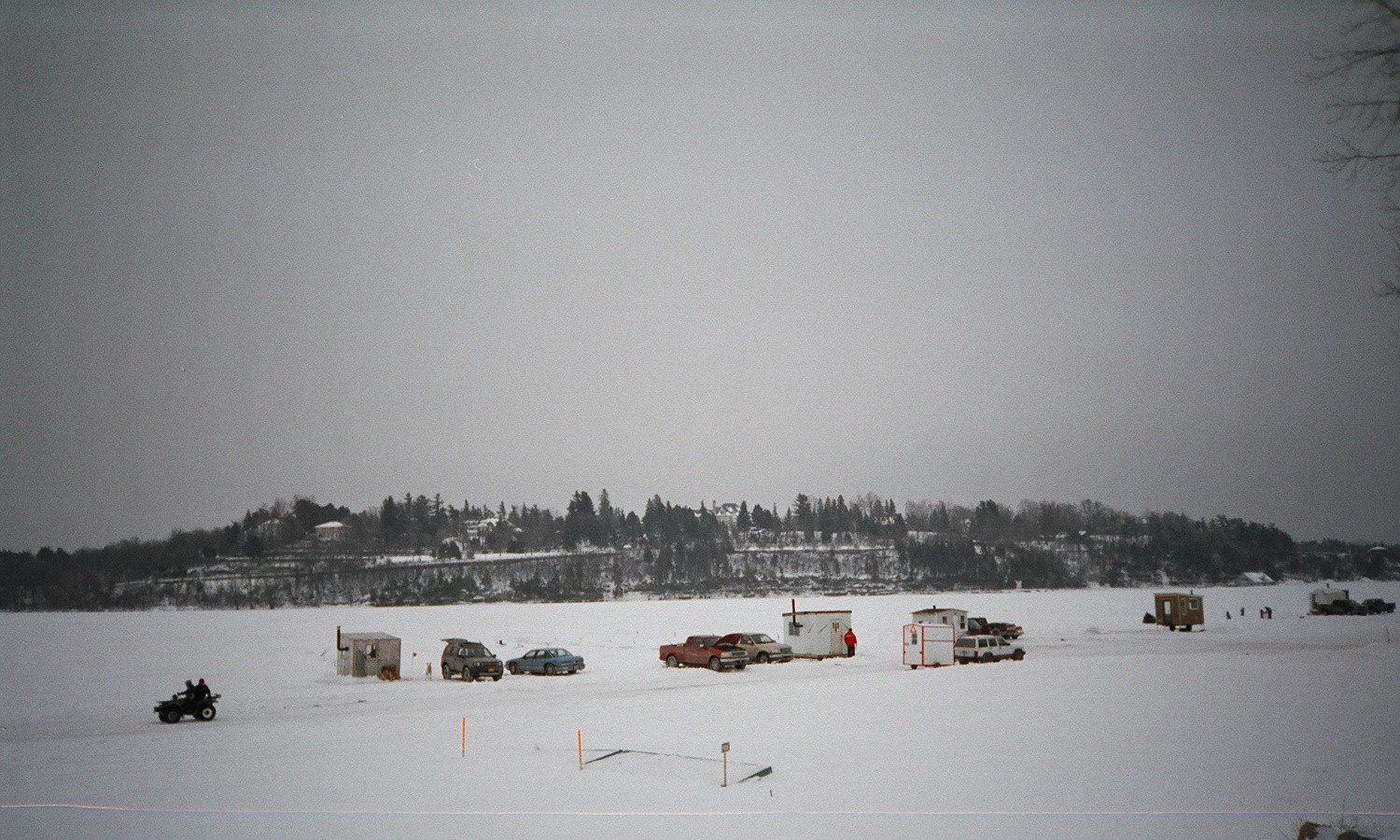
Fiskearkar på Ottawafloden i Kanada, mellan Ottawa i Ontario och Gatineau i Quebec, 2005

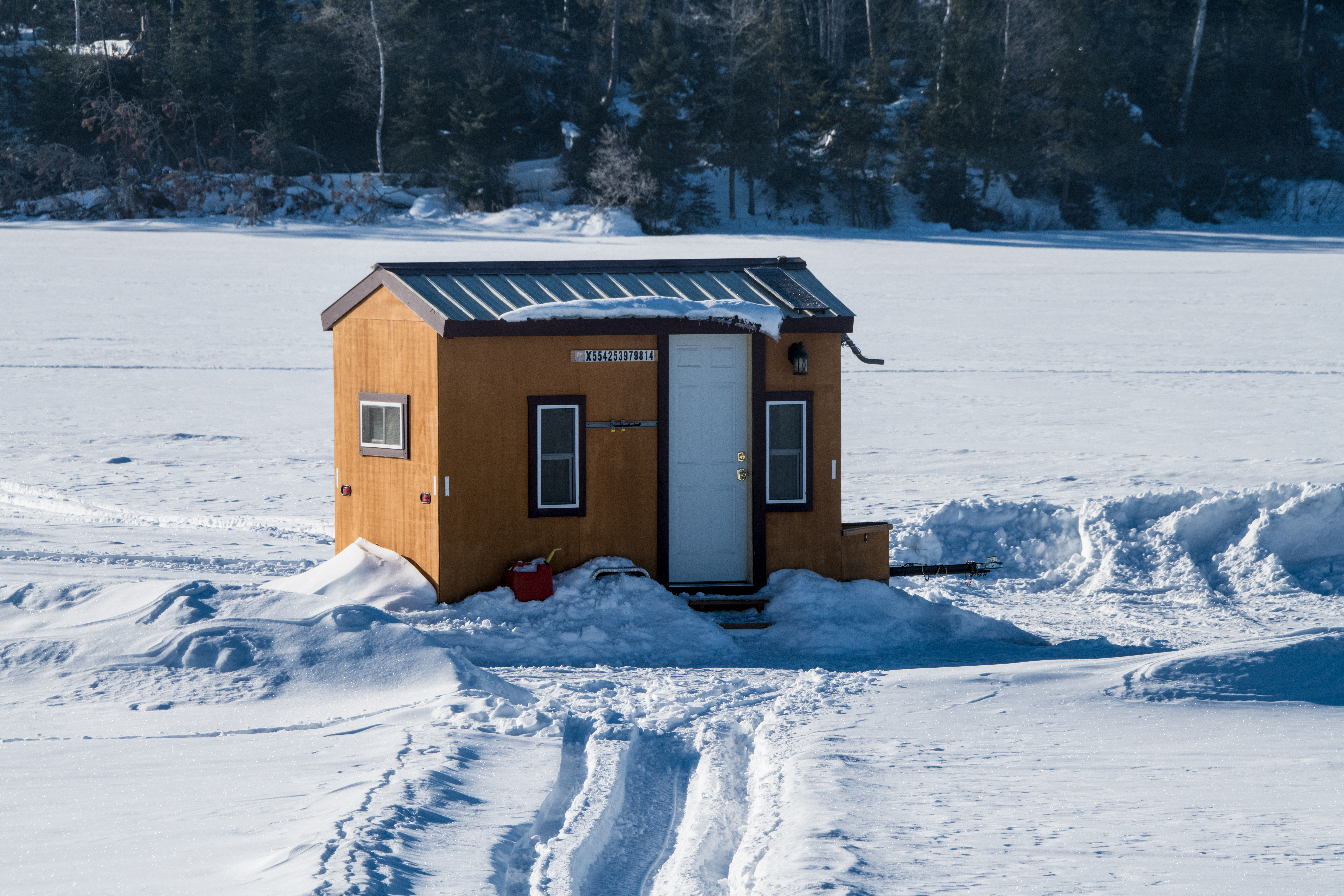
Fiskeark på Lake Shagawa, nära Ely i Minnesota i USA

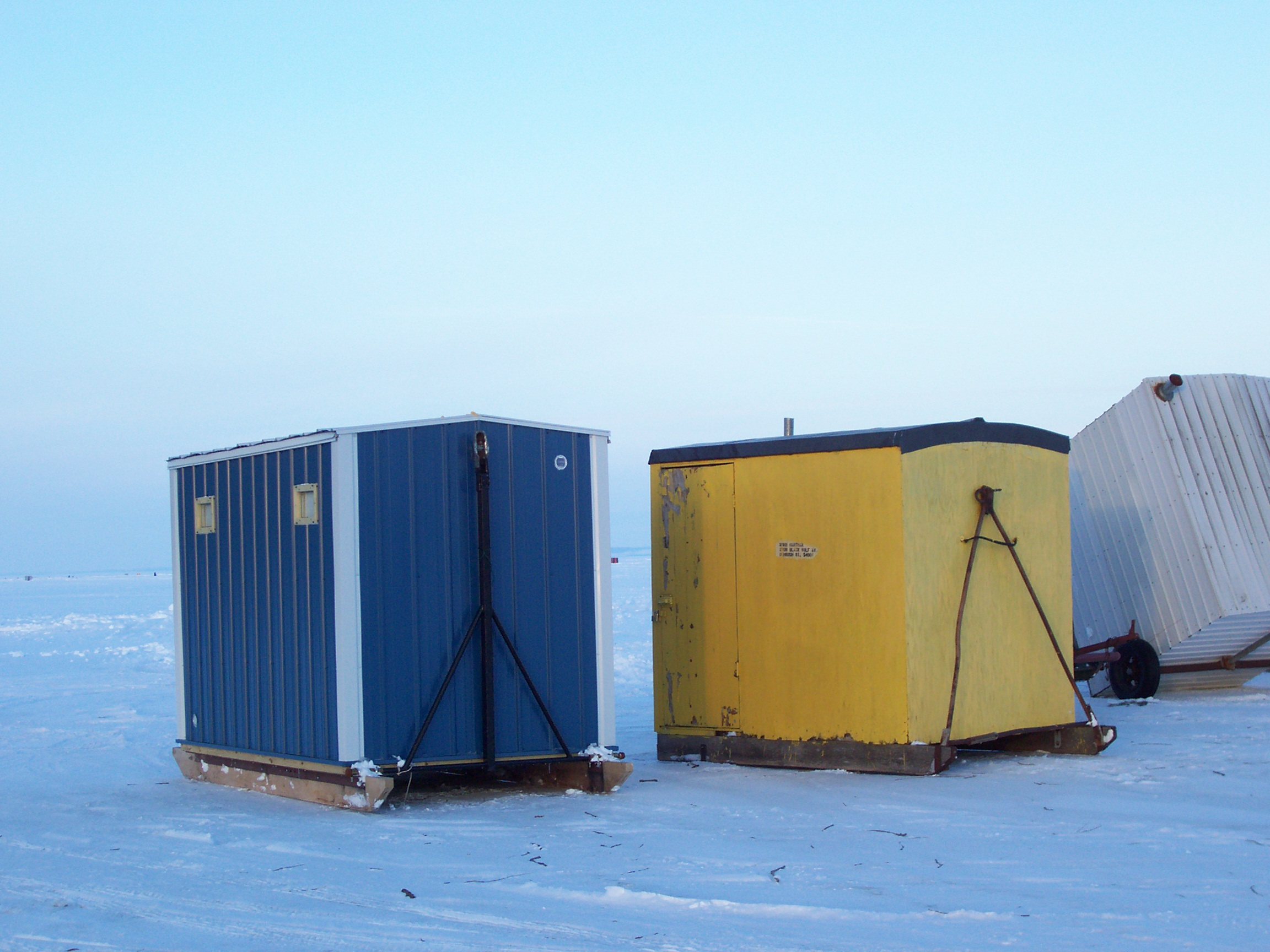
Fiskearkar på Lake Winnebago i Wisconsin i USA

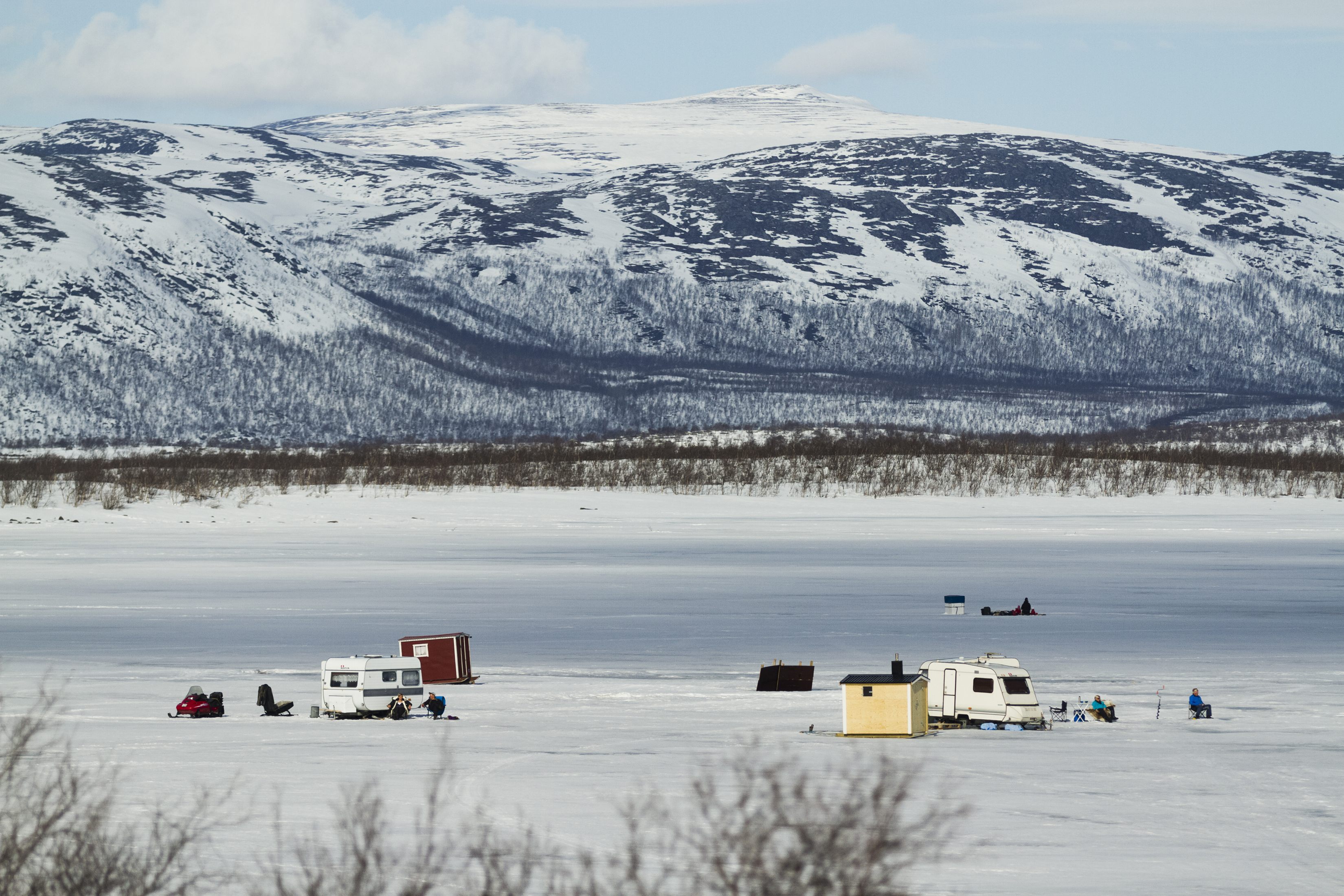
Fiskearkar och husvagnar på Torne träsk, april 2015

En fiskeark är en flyttbar liten stuga eller koja på medar med hål i golvet, som bogseras ut på tjock is för att ge väderskydd vid pimpelfiske i uppborrade hål i isen.
Fiskearkar började sannolikt användas på sjöar i Nordamerika i slutet av 1800-talet.

## Fiskearkar på Torne träsk
På Torne träsk började fiskearkar användas på 1930-talet. Det fanns då ingen bilväg längs Torne träsk, men persontågen från Kiruna stannade utmed linjen, där behov fanns. Den första kända arken anses ha byggts av Ragnar Eriksson i Abisko 1935. Kiruna kommun ansåg så småningom att Torneträsks stränder hade fått ett skräpigt utseende, vilket ledde till att specifika uppställningsplatser byggdes. Kiruna Jakt- och fiskevårdsförening fick i uppdrag att sköta om och administrera arkplatserna, med början på tidigt 1980-tal. Arkarna har utvecklats över tiden från att ha varit små enkla kojor, uppfällbara av tältduk eller av träskivor, till dagens "huslika" varianter, välutrustade med olika moderniteter. 
Vid stränderna till Torne träsk fanns 2010 530 uppställningsplatser för fiskearkar, i första hand på västra stranden av Torneträsk mellan Torneträsk hållplats och Tornehamn. Idag (2024) administrerar Kiruna Jakt- och fiskevårdsförening drygt 720 uppställningsplatser på 17 arkområden, varav 16 arkområden ligger längs med Torneträsks stränder och en vid Nagirjávri, nära Torne träsk.
Arkar på arkplats vid Torneträsk får ha en yta på högst 2,5 meter × 1,6 meter, höjden takfot ska vara högst 1,5 meter och takås 1,8 meter. Arkarna ska vara försedda med stabila medar för transport på snö och is. Tidigare gällde att arken skulle vara så lätt att en eller två personer orkade att dra den ut på isen och tillbaka.

## Att läsa vidare
- Karin Karlsson, Mita Moberg och Dan Jåma: Arkar, Byggförlaget 2004, ISBN  91-7988-247-1